# Llac Manapouri
El Llac Manapouri està ubicat a l'illa del Sud de Nova Zelanda, dins del Parc nacional de Fiordland i al sud-oest de la regió de Te Wahipounamu, Patrimoni de la Humanitat.

## Descripció
Segons la llegenda dels maoris, el llac va ser creat per les llàgrimes de dues germanes, Moturua i Koronae, que eren filles d'un vell cap de la regió; llac Manapouri significa cor ansiós o trist pel dolor de les dues germanes. La zona és coneguda per la pesca i l'alta qualitat de les seves aigües, i sovint es descriu com el més bonic de Nova Zelanda.
El llac es va formar per dues glaceres durant l'últim Holocè; és el segon més profund del país, amb 444 m de profunditat, dels quals 178 són sobre del nivell del mar. No obstant això, i a conseqüència de les glaceres, el fons del Manapouri ara està a 267 me per sota del nivell del mar. El llac té quatre braços: Nord, Sud, Oest i Esperança, i amb les esquerdes menors de la Badia Shallow i Badia Calm. Té també un total de 33 illes, 22 de les quals amb bosc; la més gran, Pomona, està situada prop del centre del llac. La petita localitat de Manapouri està a la riba oriental. Les illes que envolten el llac Manapouri són de mida i aïllament variables. Moltes de les illes contenen vegetació pràcticament sense modificacions.
El riu Waiau de Southland és a la vegada l'entrada i la sortida naturals per al llac, que desemboca cap al nord-est del Manapouri al Llac Te Anau, 20 km cap al nord i fluint des de l'extrem sud-est del llac. No obstant això, la sortida ha estat desviada pel desenvolupament de la central hidroelèctrica de Manapouri i l'aigua flueix ara de manera artificial cap a l'oest fins al mar a Deep Cove. La zona és coneguda per la seva pesca i l'alta qualitat de l'aigua. Tant el llac Manapouri com el llac Te Anau es troben dins de l'índex d'estat tròfic amb aigües clares i altament oxigenades de molt baixa productivitat biològica.
La precipitació a la zona és alta, però a causa de les muntanyes és més elevada a l'oest: la mitjana en aquesta zona és de 3.786 mm l'any, mentre que el municipi de Manapouri, al braç est del llac, rep menys de la meitat, 1.143 mm l'any. El llac drena una gran conca de 1.388 km², incloent-hi els vessants de les muntanyes Kepler i Hunter, i les de Turret Range, que envolten tot el Manapouri excepte la riba oriental. Els nivells d'aigua del llac són bàsicament alts durant la primavera, gràcies a la fosa de la neu.